# Elie Hainaut
Elie Jean Joseph Ghislain Hainaut (Merbes-le-Château, 14 juli 1868 – Binche, 3 juli 1922) was een Belgisch socialistisch volksvertegenwoordiger.

## Levensloop
Hainaut was slager van beroep en werd in 1911 voorzitter van de Nationale Federatie van Beenhouwers en Spekslagers.
Bij de Belgische parlementsverkiezingen 16 november 1919 werd hij eerste opvolger voor de Kamer in het arrondissement Thuin. Hij werd Kamerlid op 17 december in opvolging van Eugène Rousseau, die al na enkele dagen ontslag had gegeven, en vervulde dit mandaat tot in 1921.
In Binche was Hainaut gemeenteraadslid van 1921 tot zijn dood.